# Ahn Jae-hyung
Dans ce nom coréen, le nom de famille, An, précède le nom personnel Jae-hyung.
An Jae-hyeong, né le 8 janvier 1965, est un joueur sud-coréen de tennis de table. Il a remporté la médaille de bronze au tournoi de double des Jeux olympiques d'été de 1988 disputés à Séoul en Corée du Sud. Il est également deux fois médaillé de bronze aux Championnats du monde en 1987.
En 1989, il se marie avec la pongiste chinoise Jiao Zhimin également médaillée olympique en 1988.
Il a été nommé entraîneur de l'équipe nationale sud-coréenne femme de tennis de table en 2017.

## Palmarès
- Jeux olympiques d'été de 1988 à Séoul
  -  Médaille de bronze en double

- Championnats du monde 1987 à New Delhi
  -  Médaille de bronze en double
  -  Médaille de bronze en double mixte